# Riciîțea, Ratne
Riciîțea (în ucraineană Річиця) este localitatea de reședință a comunei Riciîțea din raionul Ratne, regiunea Volînia, Ucraina.

## Demografie
Componența lingvistică a localității Riciîțea
     Ucraineană (99,3%)
     Alte limbi (0,7%)
Conform recensământului din 2001, majoritatea populației localității Riciîțea era vorbitoare de ucraineană (99,3%), existând în minoritate și vorbitori de alte limbi.